# Heteropterna tetraleuca
Heteropterna tetraleuca är en tvåvingeart som beskrevs av Edwards 1940. Heteropterna tetraleuca ingår i släktet Heteropterna och familjen platthornsmyggor. Inga underarter finns listade i Catalogue of Life.